# Спиновая температура
Спиновая температура — имеющая размерность температуры парциальная характеристика подсистемы спинов. Широко используется для описания свойств электронных и ядерных парамагнетиков во внешнем магнитном поле.
Согласно ГОСТ IEC 60050-113-2015 температура есть характеристика степени свободы микрочастицы (электрона, атома, молекулы и т. д.) , то есть для неравновесной системы «…можно ввести в рассмотрение много различных температур, …отвечающих разным энергетическим потокам. Например, можно ввести температуры трансляционных и спинорных движений, температуру радиационных излучений и т. д.». При равенстве температур всех степеней свободы, имеющем место в состоянии термического равновесия в термодинамической системе, говорят просто о температуре системы.

## Описание
Применительно к твёрдым телам понятие спиновой температуры отражает тот факт, что ядерные спины связаны друг с другом дипольными магнитными взаимодействиями гораздо сильнее, чем с кристаллической решёткой. В соответствии с концепцией спиновой температуры исходят из допущения, что в системе взаимодействующих спинов устанавливается состояние квазиравновесия (спин-спиновая релаксация), достигаемое за время, существенно меньшее времени спин-решёточной релаксации. Это состояние характеризуют посредством спиновой температуры, которая во внешнем магнитном поле за счёт разницы времён релаксации может отличаться от температуры кристаллической решётки. После того, как спиновая система придёт в равновесие с решёткой, их температуры сравняются. Используя понятие спиновой температуры, можно вычислить спин-решеточные времена релаксации для произвольных ядерных спинов и произвольных магнитных полей.
Во внешнем магнитном поле происходит расщепление уровней энергии парамагнитных частиц на магнитные подуровни (эффект Зеемана), инверсной населённости которых (достигаемой за счёт накачки спиновой подсистемы энергией) соответствует отрицательная по шкале Кельвина спиновая температура.
В определённых условиях одну и ту же физическую систему можно одновременно характеризовать несколькими спиновыми температурами (например, зеемановской и спин-спиновой).
В магнитоупорядоченных системах (ферромагнетиках и антиферромагнетиках) в качестве аналога спиновой температуры выступает эффективная температура подсистемы магнонов.

## Историческая справка
Казимир и дю Пре (1938) были первыми, отметившими применительно к электронному магнетизму важность выделения спиновых степеней свободы в отдельную термодинамическую подсистему со своей характеристической температурой, а Паунд и Парселл (1948) распространили понятие спиновой температуры на ядерный магнетизм.